# Kwak
La Pauwel Kwak (pronunciado /paʊʌl kwɑk/), o simplemente Kwak es el nombre de una cerveza belga. El nombre proviene de  su creador Pauwel Kwak, que la elaboró en 1791. Actualmente está siendo fabricada por la familia Brewery Bosteels en Buggenhout, Bélgica. La cerveza en sí, tiene un color oscuro y 8,4% de alcohol proporcionados por su doble fermentación.

## Vaso
Uno de los rasgos que más famosa ha hecho a esta cerveza es su vaso alargado en el que supuestamente ha de servirse. El vaso de Kwak tiene el fondo redondeado al estilo de los vasos de yarda, el cual se mantiene derecho gracias a un base de madera que recuerda a un porta probetas científico.
El vaso, aparentemente, se originó en los días de los carromatos antiguos. Los viajeros a menudo debían parar en posadas para descansar; pero estos cocheros a menudo tenían que quedarse con el correo que portaban o sus caballos; y ya que las tazas y copas comunes no eran prácticas para los guantes de monta de caballo, y gracias a las iniciativas de los mesoneros, nació el vaso de Kwak.